# Familia Arcruni

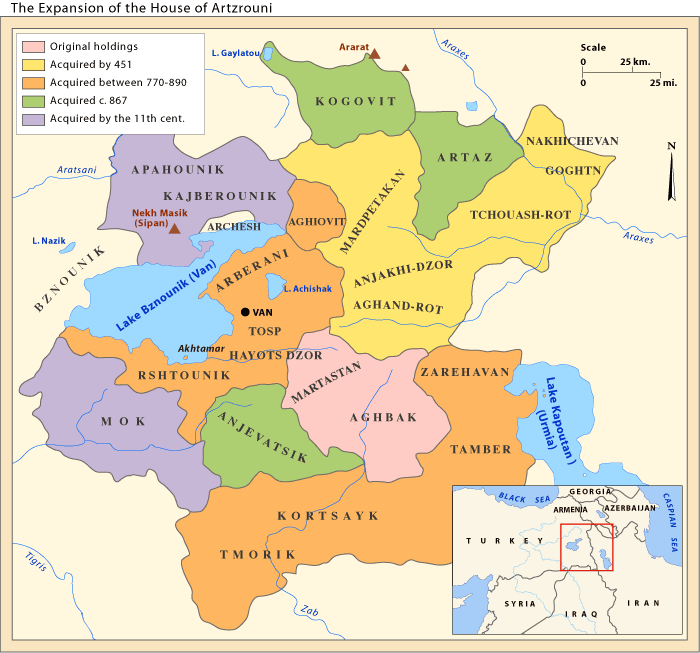
Expansión de la Casa de Arcruni.

Los Arcruni (en armenio: Արծրունի; transliterado: Artsruni y también Ardzruni) eran una antigua familia noble armenia, que ganó importancia en el siglo VIII antes de gobernar en el Reino de Vaspurakan de 908 a 1021.

## Historia
Según el historiador armenio Moisés de Corene, descienden del antiguo rey asirio Senaquerib (r. 705 a. C.-681 a. C.), una alegación que comparten con la familia Gnuni. Según la leyenda, los hijos de Senaquerib huyeron a Armenia después de asesinarlo y fundaron allí los clanes de los Artsruni y los Gnuni. Moisés de Corene, a su vez, con toda probabilidad se inspiró en la tradición bíblica.
Aunque refleja la afirmación de que los Bagratuni son de ascendencia davídica y los mamiconios afirman descender de la dinastía real Han, generalmente se interpretan como mitología genealógica.
El historiador y genealogista Cyril Toumanoff favorece un origen oróntida. El profesor James Russell propuso la idea de que el nombre del Arcruni deriva de la palabra urartiana artsibini ("águila") que sobrevivió en armenio como artsiv (արծիվ). El águila fue el animal totémico de los Arcruni y en una leyenda se menciona que el progenitor de los Arcruni fue abandonado de niño (expuesto), y fue rescatado por un águila.
Se cree que el primer miembro de la familia fuera Mitrobarzanes, quien, en el 69 a. C., fue virrey de Tigranes el Grande (r. 95-55 a. C.) en Sofena. Originalmente, su fortaleza era el principado montañoso de Aguibaque, pero se aprovecharon de la desaparición en el siglo IV de los Restuni y en el 451 de los Ervanduni, por lo que alrededor del 500, sus bienes ya cubrían el núcleo del futuro reino de Vaspuracania, los que los colocaba entre las cuatro familias armenias más importantes, junto con los Mamiconio, Bagratuni y Siunia.
El Arcruni más antiguo conocido es Vache I, que fue asesinado con su familia por orden del rey Tigranes VII (r. 339-350), debido a su participación en la revuelta de Zora Restuni. Solo un hijo, Savaspes, sobrevivió gracias a Artavasdes II y Bassaces I Mamiconio, después de haberse casado con una hija de este último. Su hijo, Meruzanes I, fue nombrado gobernador de Armenia en 363, pero traicionó a su país al convocar al Sah Sapor II (r. 309–379).